# Prêmio Globo de Melhores do Ano de melhor ator coadjuvante
O Prêmio Globo de Melhores do Ano para Melhor Ator Coadjuvante é um prêmio anual destinado a melhor interpretação masculina coadjuvante/secundária da TV Globo.
Entre 1995 e 2019, a premiação foi apresentada pelo apresentador Faustão durante o programa Domingão do Faustão, passando a ser realizada a partir de 2021 pelo programa Domingão com Huck sob a apresentação de Luciano Huck.

## Vencedores e indicados
|  | Indica o vencedor |

### Década de 1990
Fonte: 
| Ano  | Intérprete           | Novela               | Personagem                   |
| ---- | -------------------- | -------------------- | ---------------------------- |
| 1996 | Luís Salém           | Salsa e Merengue     | Lázaro                       |
| 1997 | Não houve premiação. | Não houve premiação. | Não houve premiação.         |
| 1998 | Cacá Carvalho        | Torre de Babel       | Ariovaldo da Silva (Jamanta) |
| 1999 | Antonio Calloni      | Terra Nostra         | Bartolo Migliavacca          |

### Década de 2000
Fonte: 
| Ano  | Intérprete            | Novela                | Personagem                            |
| ---- | --------------------- | --------------------- | ------------------------------------- |
| 2000 | Alexandre Borges      | Laços de Família      | Danilo Menezes                        |
| 2001 | Alexandre Borges      | As Filhas da Mãe      | Leonardo Brandão                      |
| 2002 | Alexandre Borges      | O Beijo do Vampiro    | Rodrigo Matos                         |
| 2002 | Stênio Garcia         | O Clone               | Ali                                   |
| 2002 | Antonio Calloni       | O Clone               | Mohamed Rachid                        |
| 2003 | Vladimir Brichta      | Kubanacan             | Enrico Puentes                        |
| 2003 | Marcello Novaes       | Chocolate com Pimenta | Timóteo Mariano da Silva              |
| 2003 | Marcos Caruso         | Mulheres Apaixonadas  | Carlão (Carlos de Souza Duarte)       |
| 2004 | Marcello Antony       | Senhora do Destino    | Viriato Ferreira da Silva             |
| 2004 | Eriberto Leão         | Cabocla               | Tomé                                  |
| 2004 | Matheus Nachtergaele  | Da Cor do Pecado      | Hélio da Silva (Pai Helinho)          |
| 2005 | Matheus Nachtergaele  | América               | Jesuino Costa (Carreirinha)           |
| 2005 | Bruno Gagliasso       | América               | Roberto Sinval Fontes Júnior (Júnior) |
| 2005 | Emílio Orciollo Netto | Alma Gêmea            | Crispim dos Santos                    |
| 2006 | Bruno Gagliasso       | Sinhá Moça            | Ricardo Garcia Fontes                 |
| 2006 | Eduardo Lago          | Páginas da Vida       | Ubirajara Rangel (Bira)               |
| 2006 | Marcos Caruso         | Páginas da Vida       | Alexandre Flores (Alex)               |
| 2007 | Bruno Gagliasso       | Paraíso Tropical      | Ivan Correia Novaes                   |
| 2007 | Chico Díaz            | Paraíso Tropical      | Jáder                                 |
| 2007 | Marco Ricca           | Paraíso Tropical      | Gustavo Martelli                      |
| 2008 | Cauã Reymond          | A Favorita            | Halley Gonzaga da Silveira            |
| 2008 | Ary Fontoura          | A Favorita            | Francisco "Silveirinha" Silveira      |
| 2008 | Jackson Antunes       | A Favorita            | Leonardo "Léo" Monteiro               |
| 2009 | Bruno Gagliasso       | Caminho das Índias    | Tarso Cadore                          |
| 2009 | Alexandre Borges      | Caminho das Índias    | Raul Cadore                           |
| 2009 | Anderson Müller       | Caminho das Índias    | Abel Almeida                          |

### Década de 2010
Fonte: 
| Ano  | Intérprete         | Novela                  | Personagem                             |
| ---- | ------------------ | ----------------------- | -------------------------------------- |
| 2010 | Bruno Gagliasso    | Passione                | Berilo Rondelli                        |
| 2010 | Caio Castro        | Ti Ti Ti                | Edgar Sampaio                          |
| 2010 | Cauã Reymond       | Passione                | Danilo Gouveia                         |
| 2011 | Marcelo Serrado    | Fina Estampa            | Crodoaldo "Crô" Valério Ribas          |
| 2011 | André Gonçalves    | Morde & Assopra         | Áureo Alves Junqueira                  |
| 2011 | Marcello Novaes    | Cordel Encantado        | Quintino (Quiquiqui)                   |
| 2012 | Juliano Cazarré    | Avenida Brasil          | Adalton dos Santos (Adauto)            |
| 2012 | José de Abreu      | Avenida Brasil          | Nilo Oliveira                          |
| 2012 | Marcos Caruso      | Avenida Brasil          | Leleco Araújo                          |
| 2013 | Thiago Fragoso     | Amor à Vida             | Niko (Nicolas Corona)                  |
| 2013 | Caio Castro        | Amor à Vida             | Michel Gusmão                          |
| 2013 | Juliano Cazarré    | Amor à Vida             | Joaquim Roveri (Ninho)                 |
| 2014 | Aílton Graça       | Império                 | Xannah Summer                          |
| 2014 | Lázaro Ramos       | Geração Brasil          | Brian Roberto Benson                   |
| 2014 | Luís Miranda       | Geração Brasil          | Dorothy Benson                         |
| 2015 | Rainer Cadete      | Verdades Secretas       | Visky Borelli                          |
| 2015 | Juliano Cazarré    | A Regra do Jogo         | Mário Sérgio (Merlô)                   |
| 2015 | Tonico Pereira     | A Regra do Jogo         | Ascânio Trindade                       |
| 2016 | Gabriel Leone      | Velho Chico             | Miguel de Sá Ribeiro dos Anjos         |
| 2016 | Anderson Di Rizzi  | Êta Mundo Bom!          | Zé dos Porcos (José Leitão)            |
| 2016 | Marco Ricca        | Liberdade, Liberdade    | Mão de Luva (Manoel Henriques)         |
| 2017 | Emilio Dantas      | A Força do Querer       | Rubens Feitosa (Rubinho / Barão do Pó) |
| 2017 | Dan Stulbach       | A Força do Querer       | Eugênio Garcia                         |
| 2017 | Guilherme Piva     | Novo Mundo              | Licurgo Ferreira                       |
| 2018 | Chay Suede         | Segundo Sol             | Ícaro Batista                          |
| 2018 | Juliano Cazarré    | O Outro Lado do Paraíso | Mariano de Assis                       |
| 2018 | Fabrício Boliveira | Segundo Sol             | Roberval dos Santos Athayde            |
| 2019 | Sergio Guizé       | A Dona do Pedaço        | Ricardo Martins Ramirez (Chiclete)     |
| 2019 | Armando Babaioff   | Bom Sucesso             | Diogo Cabral                           |
| 2019 | Malvino Salvador   | A Dona do Pedaço        | Agno Aguiar                            |

### Década de 2020
Fonte: 
| Ano  | Intérprete                       | Novela                           | Personagem                              |
| ---- | -------------------------------- | -------------------------------- | --------------------------------------- |
| 2020 | Não houve premiação.             | Não houve premiação.             | Não houve premiação.                    |
| 2021 | A categoria não foi apresentada. | A categoria não foi apresentada. | A categoria não foi apresentada.        |
| 2022 | Osmar Prado                      | Pantanal                         | Velho do Rio / Joventino Leôncio        |
| 2022 | Juliano Cazarré                  | Pantanal                         | Alcides                                 |
| 2022 | Silvero Pereira                  | Pantanal                         | Zacarias Araújo do Nascimento (Zaquieu) |
| 2023 | Nicolas Prattes                  | Todas as Flores                  | Diego da Silva / Edu                    |
| 2023 | Rainer Cadete                    | Terra e Paixão                   | Luigi San Marco                         |
| 2023 | Tony Tornado                     | Amor Perfeito                    | Frei Tomé                               |
| 2024 | Vladimir Brichta                 | Renascer                         | Coronel Egídio da Costa Coutinho        |
| 2024 | Ailton Graça                     | Volta por Cima                   | Edson Bacelar                           |
| 2024 | Matheus Nachtergaele             | Renascer                         | Norberto Ferreira do Nascimento         |

## Estatísticas e recordes
| Sub-categoria                                    | Melhor Ator Coadjuvante | Melhor Ator Coadjuvante |
| ------------------------------------------------ | --- | ----------------------- |
| Atores com mais prêmios                          | Bruno Gagliasso (4), Alexandre Borges (3), Vladimir Brichta (2) |                         |
| Atores com mais indicações                       | Bruno Gagliasso (5), Juliano Cazarré (5), Alexandre Borges (4), Matheus Nachtergaele (3), Marcello Antony (2), Cauã Reymond (2), Marcos Caruso (3), Caio Castro (2), Marco Ricca (2), Rainer Cadete (2), Ailton Graça (2), Vladimir Brichta (2) |                         |
| Atores com mais indicações sem nunca ter ganhado | Marcos Caruso (3), Caio Castro (2), Marcello Novaes (2), Marco Ricca (2) |                         |
| Ator que recebeu o prêmio em um período curto    | Alexandre Borges por Laços de Família (2000), As Filhas da Mãe (2001) e O Beijo do Vampiro (2002), 3 vezes consecutivas |                         |
| Ator que recebeu o prêmio em um período longo    | Vladimir Brichta por Kubanacan (2003) e Renascer (2024), 21 anos de diferença |                         |
| Ator mais jovem a ganhar                         | Gabriel Leone aos 23 anos por Velho Chico (2016) |                         |
| Ator mais jovem a ser indicado                   | Caio Castro aos 21 anos por Ti Ti Ti (2010) |                         |
| Ator mais velho a ganhar                         | Osmar Prado com 75 anos por Pantanal (2022) |                         |
| Ator mais velho a ser indicado                   | Tony Tornado com 93 anos por Amor Perfeito (2023) |                         |
| Ator estrangeiro indicado                        | Chico Díaz do México por Paraíso Tropical (2007) |                         |